# ゼ・カランガ
ゼ・カランガ（Zé Kalanga、1983年10月12日 - ）は、アンゴラの元サッカー選手。元アンゴラ代表。ポジションはフォワード。

## 来歴
2003年にアンゴラ代表デビュー。2006 FIFAワールドカップ・アフリカ予選でも8試合に出場、アンゴラ史上初となる2006 FIFAワールドカップ出場を決めた。2006 FIFAワールドカップでもグループステージ全3試合に出場した。また、アフリカネイションズカップ2006、2008、2010にも出場した。アンゴラ代表として通算55試合に出場、6得点をあげた。

## 代表歴

### 出場大会
- アンゴラ代表
  - 2006 FIFAワールドカップ

### 試合数
- 国際Aマッチ 55試合 6得点（2003年-2010年）[1]

| アンゴラ代表 | 国際Aマッチ | 国際Aマッチ |
| 年           | 出場        | 得点        |
| ------------ | ----------- | ----------- |
| 2003         | 1           | 0           |
| 2004         | 5           | 0           |
| 2005         | 9           | 2           |
| 2006         | 12          | 2           |
| 2007         | 5           | 1           |
| 2008         | 12          | 1           |
| 2009         | 7           | 0           |
| 2010         | 4           | 0           |
| 通算         | 55          | 6           |